# La Chasse au canard (court métrage)
Pour les articles homonymes, voir La Chasse au canard.
Pour plus de détails, voir Fiche technique et Distribution.
La Chasse au canard (The Duck Hunt)  est un dessin animé de Mickey Mouse produit par Walt Disney pour Columbia Pictures et sorti le 28 janvier 1932.

## Synopsis
Mickey et Pluto vont à la chasse au canard et en sont très joyeux. Pluto est suivi par une armée de puces en formation espérant envahir quelques canards. Mickey est à peine arrivé au bord de l'arrivée que les volatiles s'envolent. La chasse risque d'être difficile. Mickey dispose un leurre en forme de canard en plastique au-dessus de la tête de Pluto et monte dans une petite embarcation. Les canards acceptent Pluto et Mickey en profite pour charger sa carabine. Mais il a des problèmes avec son arme, un coup part malencontreusement, fait un trou dans la barque et détruit l'arme. Avertis par le bruit, les canards démasquent alors Pluto. Ils décident de faire faire un petit vol aux deux apprentis chasseurs. Après le survol de quelques moulins à vent et de maisons, les canards abandonnent Mickey et Pluto dans des vêtements accrochés à une corde à linge, les puces de Pluto finissant elles leurs vols en petits parachutes.

## Fiche technique
- Titre original : The Duck Hunt
- Autres titres[2] :
  - Allemagne : Die Entenjagd
  - France : La Chasse au canard
  - Suède : Musse Pigg på andjakt
- Série : Mickey Mouse
- Réalisateur : Burt Gillett
- Animateur : David Hand
- Voix : Walt Disney (Mickey)
- Producteur : Walt Disney, John Sutherland
- Distributeur : Columbia Pictures
- Date de sortie : 28 janvier 1932
- Format d'image : Noir et Blanc
- Son : Cinephone
- Durée : 7 min
- Langue : (en)
- Pays :  États-Unis

## Musiques du film
- Columbia, the Gem of the Ocean (en) (1843), chant patriotique américain

## Commentaires
Ce court métrage est le premier de l'année 1932. Il reprend le principe de La Chasse à l'élan (The Moose Hunt) sorti sept mois plus tôt mais en changeant la proie. L'élan est remplacé par le canard mais le résultat est le même, Mickey revient bredouille. On peut noter aussi la présence de puce sur Pluto, ce qui est une marque de malpropreté.